# Полыковичи (Могилёвский район)
Полы́ковичи (бел. Палыкавічы) — агрогородок в составе Полыковичского сельсовета Могилёвского района Могилёвской области Беларуси. Административный центр сельсовета.

## История
Деревня Полыковичи расположена на правом берегу реки Днепр недалеко от города Могилёв. Первые следы поселений на этой территории датируются периодом с III века до н. э. по VIII век н. э. Они находятся на продолговатом мысу между оврагами, примерно в 200 метрах южнее современной деревни. Другой археологический памятник раннего железного века расположен в 1,5 км юго-восточнее нынешних Полыковичей. Оба памятника исследованы в 1936—1937 годах известным белорусским археологом В. Р. Тарасенко и позднее другими учёными. Название деревни, согласно местному преданию, связано с особенностью деревянных полов в домах жителей в отличие от глинобитных полов распространённых в регионе.
Первые документальные упоминания датируются серединой XVI века. В 1552 году Полыковичи принадлежали Могилёвскому и Тикотинскому старосте, королевскому подчашему Станиславу Кезгайло. Согласно королевской грамоте 1642 года от короля Владислава IV, имение Полыковичи было пожаловано братьям Салтыковым, бежавшим из Русского государства в Речь Посполитую. В XVII—XVIII веках земельные владения неоднократно переходили от разных владельцев: в 1691 году ими владел ловчий пан Зембоцкий, в 1701 году — могилёвский державца Бонч-Синицкий, а в начале XVIII века — сподвижник Петра I Александр Меньшиков.
С присоединением Восточной Белоруссии к Российской империи в 1772 году Полыковичи вошли в состав Могилёвской губернии и приобрели статус волостного центра. В конце XVIII — начале XIX века принадлежали графу Римскому-Корсакову, который обустроил Полыковичский минеральный источник: над ключом был сооружён каменный грот и часовня во имя святой Параскевы Пятницы — покровительницы семейного очага и брака. Празднование в честь святой, называемое «Полыковичские пятницы», привлекало тысячи паломников из близлежащих регионов.
В XIX веке Полыковичи стали известны благодаря целебным свойствам источника. В 1859 году специалист Р. Пабо провёл первый анализ воды, подтвердивший её чистоту и лечебные качества. Церковь и приходская школа, основанная в 1886 году, служили духовным и образовательным центром для местного населения. К концу XIX века в приходе насчитывалось около 2400 прихожан, и активно развивалась сельская жизнь с ремёслами и лесным промыслом
В XX веке деревня пережила события Первой мировой и Гражданской войн, в том числе посещение Николая II в 1915 году. В 1920-х годах здесь создавались сельскохозяйственные артели, а в 1930-х церковь была закрыта и переоборудована в дом инвалидов.
С августа 1924 года Полыковичи- центр сельсовета Могилёвского района Могилёвской округи (до 1930 года), с 1938 года в составе Могилёвской области. В 1924 году открыт дом-читальня. В 1929 году основан колхоз «Красный боец». В 1930 году начальная школа преобразована в 7-летнюю. В 1932 году деревня получила электрическое освещение.
Во время Великой Отечественной войны Полыковичи были оккупированы, разграблены и сожжены. На кладбище похоронены советские воины, погибшие при освобождении деревни в 1944 году. В 1946 году церковь в Полыковичах вновь начала работу.
В послевоенный период и до настоящего времени Полыковичи остаются местом паломничества и туристическим объектом, включённым в маршруты Могилёвской области. В 2000 году была построена и освящена часовня во имя святой Параскевы, сезонные праздники собирают множество посетителей. Полыковичский источник является памятником природы республиканского значения, вода в нём содержит полезные минералы и известна своими лечебными свойствами.
В 2008 году в Полыковичах был обустроен агрогородок .

## Агропромышленная сфера
На территории агрогородка расположен СПК «Полыковичи».
Специализация сельскохозяйственного производства мясо- молочная и производством растениеводческой продукции.
Предприятие является одним из передовых в Могилёвском районе. Неоднократный победитель областных и районных соревнований на уборке урожая зерновых и зернобобовых культур.
Председатель хозяйства удостоен специальной премии Могилёвского облисполкома «Человек года».
На территории агрогородка функционируют участок МУКП «Жилкомхоз», филиал Могилевского цеха ОАО «Белцветмет», гостиничный комплекс «Родник» ОАО «Моготекс» отделение почтовой связи РУП «Белпочта», АТС, филиал «Поликлиника № 10» УЗ «МЦП», Полыковичская сельская врачебная амбулатория, комплексный приемный пункт МУКП «Бытуслуги».
Торговое обслуживание района осуществляют магазины Могилевского РАЙПО — «Родник», ул. Комплексная, ул. Центральная; ООО «Шах-Мир» ресторан «Жемчужина востока», кафе «Старый причал», магазин ООО «Рыбалко-2», ларек ООО «Ро-Мари».

## Социальная инфраструктура
Обучением и воспитанием детей агрогородка занимаются ГУО «Коминтерновская средняя школа», ГУО «Детский сад-ясли Полыковичи».
Для организации культурного досуга населения предоставлены сельский Дом культуры, детская школа искусств и сельская библиотека.
Сельский Дом культуры организовывает и проводит работу в историко-краеведческом направлении. В Полыковичском СДК действует 10 клубных формирований с общим количеством участников 148 человек, из них — 6 детских с количеством участников 94 человека, работает 4 любительских объединения с количеством участников 82 человека.
Активную концертную деятельность проводит народный ансамбль народной песни «Приднепровье», руководитель В. П. Завадская. Ансамбль является участником многочисленных фестивалей, конкурсов и смотров. Репертуар ансамбля разнообразный: русские, белорусские, украинские песни, а также песни белорусских авторов и самодеятельных композиторов.
В Полыковичской детской школе искусств обучаются дети по следующим отделениям: фортепиано, баян-аккордеон; домра, мандолина, балалайка; медные духовые, вокально-хоровое пение, изобразительное искусство, хореография.
В филиале Речки Полыковичской ДШИ действует детский хореографический коллектив — постоянный участник районных мероприятий и концертных программ.
В Полыковичской сельской библиотеке количество пользователей составляет 801 человек, из них 384 — дети до 15 лет. Книговыдача — 13897 экземпляров. Общий фонд документов составляет 9054 экземпляров. В зону обслуживания библиотеки входит 14 населенных пунктов (Полыковичи, Полыковичи2, Березовка, п. Днепр, Калиновая, Коминтерн, Краснополье, Купелы, Николаевка1, Николаевка2, Николаевка3, Пол. Лог, Пол, Хутора, Сеньково). Количество книгонош составляет 17 человек.
Для желающих заниматься физической культурой и спортом предоставлен филиал ДЮСШ (детско-юношеской спортивной школы).
На территории агрогородка находится православная община «Приход Великомученицы Параскевы», два православных храма «Храм Великомученицы Параскевы» и «Свято-Троицкий храм» (открыт в январе 2012 года).
В агрогородке находится памятник природы республиканского значения «Полыковичская криница».
Сколько лет существует деревня (с начала XVI века) столько люди использовали воду как лечебную. Памятником природы Полыковичская криница признана в 1983 году.
Начиная с 1827 года церковнослужителями был установлен обычай в десятую пятницу по Пасхе совершать в церквушке у родника архиерейское служение.
Источник расположен на дне глубокого, поросшего лесом, оврага. Три раза в год (в восьмую, девятую, десятую пятницы после православной Пасхи) воде родника приписываются целительные свойства.

## Население
- 1999 год — 1256 человек
- 2013 год — 1892 человек